# Griva dorsi-rogenca
La griva dorsi-rogenca (Geokichla erythronota) és un ocell de la família dels túrdids (Turdidae).

## Hàbitat i distribució
Habita el terra del bosc de les terres baixes de Sulawesi i petites illes properes.